# Teinobasis nitescens
Teinobasis nitescens – gatunek ważki z rodziny łątkowatych (Coenagrionidae).